# Joseph Marx
Joseph Rupert Rudolf Marx (ur. 11 maja 1882 w Grazu, zm. 3 września 1964 tamże) – austriacki kompozytor, pedagog i krytyk muzyczny.

## Życiorys
Studiował filozofię, historię sztuki, germanistykę i archeologię na Uniwersytecie w Grazu. Uczęszczał też na zajęcia z zakresu muzykologii u Ericha Wolfa Degnera. W 1911 roku uzyskał tytuł doktora na podstawie dysertacji Über die Funktion von Intervallen, Harmonic und Melodic beim Erfassen von Tonkomplexen. W 1914 roku otrzymał stanowisko profesora teorii muzyki w Akademie für Musik w Wiedniu, od 1922 roku był jej dyrektorem. Po reorganizacji uczelni i przemianowaniu jej na Hochschule für Musik pełnił funkcję jej pierwszego rektora (1924–1927). Do jego uczniów należał Johann Nepomuk David. Od 1931 do 1938 roku pisał krytyki muzyczne do „Neues Wiener Journal”. W latach 1932–1933 przebywał w Turcji, pomagając przy organizacji konserwatorium w Ankarze. Po 1945 roku współpracował z „Wiener Zeitung”. Był członkiem jury IV (1949) i V (1955) Międzynarodowego Konkursu Pianistycznego im. Fryderyka Chopina. Przyjaźnił się z Karolem Szymanowskim.
Odznaczony Wielką Srebrną Odznaką Honorową za Zasługi dla Republiki Austrii (1928) oraz Odznaką Honorową za Naukę i Sztukę (1957).

## Twórczość
Twórczość Marxa dzieli się na trzy okresy. W pierwszym (1909–1920) komponował głównie pieśni solowe, w drugim (1920–1930) utwory orkiestrowe, w trzecim (1930–1942) muzykę kameralną. Zasłynął przede wszystkim jako autor pieśni, utrzymanych w stylu późnoromantycznym i nawiązujących do twórczości Hugo Wolfa. Późnoromantyczny charakter mają także jego utwory symfoniczne i kameralne. Pozostawał krytyczny wobec muzyki XX wieku, w swojej poświęconej akustyce, tonalności i filozofii muzyki pracy Weltsprache Musik z 1964 roku pominął milczeniem twórczość Schönberga, Berga i Hindemitha.
Był autorem prac Harmonielehre (Wiedeń 1934; 3. wydanie 1948), Kontrapunkt-Lehre (Wiedeń 1935), Betrachtungen eines romantischen Realisten (Wiedeń 1947) i Weltsprache Musik (Wiedeń 1964).

## Wybrane kompozycje
(na podstawie materiałów źródłowych)

### Utwory orkiestrowe
- Romantische Klavierkonzert (1919–1920)
- Eine Herbstsymphonie (1920–1921)
- Naturtrilogie: Eine symphonische Nachtmusik, Idylle, Eine Frühlingsmusik (1922–1925)
- Nordlands-Rhapsodie (1928–1929)
- Castelli Romani na fortepian i orkiestrę (1930)
- Alt-Wiener Serenaden (1941–1942)
- Sinfonietta in modo classico na smyczki (1944)
- Feste im Herbst (1945)
- Sinfonia in modo antico na smyczki (1947)

### Utwory kameralne
- Ballade na kwintet fortepianowy (1911)
- Scherzo na kwintet fortepianowy (1911)
- Quartett in Form einer Rhapsodic na kwartet fortepianowy (1911)
- Frühlingssonate na skrzypce i fortepian (1913)
- Trio Phantasie na trio fortepianowe (1913)
- 3 kwartety smyczkowe: I „Quartetto in modo chromatico” (1937), II „in modo antico” (1938), III „in modo classico” (1941)

### Utwory wokalno-instrumentalne
- Morgengesang na chór męski, instrumenty dęte i organy (1910; także wersja na chór męski i orkiestrę 1934)
- Lieder und Gesänge (3 zbiory, 1910–1917)
- Herbstchor an Pan na chór, chór dziecięcy i organy (1911)
- Italienisches Liederbuch (3 zbiory, 1912)
- 5 Lieder na głos i orkiestrę (1921)
- 5 pieśni Verklärtes Jahr na głos średni i orkiestrę (1930–1932)